# Hybocamenta coriacea
Hybocamenta coriacea är en skalbaggsart som beskrevs av Louis Albert Péringuey 1904. Hybocamenta coriacea ingår i släktet Hybocamenta och familjen Melolonthidae. Inga underarter finns listade i Catalogue of Life.